# Рчеулов, Борис Александрович
Борис Александрович Рчеулов (Рчеули) (1899 — 1942) — советский изобретатель, военный инженер, военинженер 3-го ранга.

## Биография
Родился в семье офицера, штабс-капитана 1-го Кавказского сапёрного батальона Александра Григорьевича Рчеулова и жены его Ольги Сергеевны, православного вероисповедания; восприёмником был артист Императорской русской оперы дворянин Фёдор Иванович Шаляпин. Учился, служил и работал в Петрограде. Выпускник вечернего факультета Ленинградского электротехнического института им. В.И. Ульянова (Ленина) (1934). К его проекту телевидения с фиксацией изображения и звука на стальном носителе в 1922 было привлечено внимание видных учёных и радиоспециалистов. Наряду с одобрением проекта, в критических отзывах отмечалось, что приборы Рчеулова позволят получать лишь грубые изображения небольшого размера. Такими и были изображения в первых передачах механического телевидения, проводившихся в Англии, США, Веймарской республике, Франции и СССР в 1929—1931, соответствующие техническому уровню тех лет. Механическая развёртка в проекте Рчеулова была исторически бесперспективной, но в магнитной записи видеосигнала он опередил современников. Для реализации проекта Б. А. Рчеулов в конце 1926 выехал в Лондон, где нашел спонсора в лице знаменитого скрипача И. Р. Хейфеца. За границей он оформил патентные заявки в нескольких странах на систему телевидения с магнитной записью сигналов, и в домашних условиях выполнил некоторые эксперименты, консультируясь у профессоров Оксфордского университета. Вследствие разрыва дипломатических отношений СССР с Англией Б. А. Рчеулову было отказано в продлении визы, и в сентябре 1927 он вернулся на родину. Его попытки заинтересовать своим проектом государственные предприятия в СССР оказались безуспешными. Репрессирование отца создало проблемы с его трудоустройством. Как радиоинженер он был востребован в начале Великой Отечественной войны, призван в действующую армию и умер во время блокады Ленинграда. Находился на излечении в военном госпитале № 1014 с 5 февраля 1942, где и умер через 5 дней.

## Изобретения
В 1922 году изобрёл систему записи на движущуюся железную ленту с катушкой для её намотки. Система магнитной видеозаписи была впервые запатентована 15 сентября 1924. С её помощью предлагалось осуществлять запись и воспроизведение визуальных и звуковых сигналов и одновременный приём на множество приёмников. Он также сделал несколько изобретений в области телефонии, фотографии, телевидения, аэрофотосъемки, радиокомпонентов, оптики и бытовой техники. Другие изобретения — электролитический конденсатор, паяльная проволока из припоя с сердцевиной, заполненной канифолью, электронные устройства для военного применения.